# Kevin – Allein in New York
Kevin – Allein in New York (Originaltitel Home Alone 2: Lost in New York) ist eine US-amerikanische Filmkomödie von Chris Columbus aus dem Jahr 1992. Sie ist eine Fortsetzung der Komödie Kevin – Allein zu Haus aus dem Jahr 1990.

## Handlung
Die Familie McCallister fliegt über die Weihnachtsfeiertage nach Florida. Kevin ist davon wenig angetan, weil es in Florida keine Weihnachtsbäume gibt und seine Mutter vorhat, einen künstlichen Tannenbaum oder eine Palme zu schmücken. Auch zerstreitet er sich wieder mit seiner Familie: sein großer Bruder Buzz hatte ihn während des Weihnachtskonzertes des Schulchores vor versammeltem Publikum lächerlich gemacht. Kevin lehnt Buzz’ geheuchelte Entschuldigung ab und beschimpft die gesamte Familie für ihre Leichtgläubigkeit. In der folgenden Nacht wird eine Zeitung an die Tür geweht mit der Schlagzeile nebst Fotos, dass die aus dem ersten Teil bekannten „feuchten Banditen“ Harry und Marv aus dem Gefängnis ausgebrochen sind.
Wie schon im ersten Film, so versagt am Abreisetag der Wecker, diesmal durch eine Unachtsamkeit von Kevins Vater Peter: Als dieser die Batterie für die Videokamera aus dem Ladegerät entfernen will, bemerkt er nicht, dass der Netzschalter, den er dafür aus der Steckdose zieht, zum Wecker gehört. So werden Kate und Peter am nächsten Morgen wieder von der Türklingel geweckt und es herrscht heillose Hektik im Hause der McCallisters. Am Flughafen noch vollzählig angekommen, muss die Familie zu ihrem Flugsteig regelrecht rennen. Kevin verliert seine Familie dabei aus den Augen, erwischt einen falschen Ausgang und fliegt irrtümlich nach New York City. Die anderen sitzen planmäßig, aber ahnungslos in der Maschine nach Miami. Weil Kevin am Abflughafen Peters Tasche samt dessen Kreditkarte und einer großen Menge an Bargeld unfreiwillig mitgenommen hat, nutzt er diese und quartiert sich unter einem geschickten Vorwand im Luxushotel The Plaza ein. Die anderen Familienmitglieder sind aufgrund der fehlenden Zahlungsmittel gezwungen, sich in ein eher schäbiges Motel in Miami einzuquartieren. Unterdessen besichtigt Kevin die Sehenswürdigkeiten von New York, unter anderem den Central Park und das World Trade Center mit Blick auf die ganze Stadt.
Als Kevin am nächsten Tag im Spielwarengeschäft Duncan’s Toy Chest einkauft, trifft er dort auf den freundlichen Inhaber des Geschäfts, den schwerreichen Mr. Duncan. Von ihm erfährt Kevin, dass der Weihnachtserlös des Geschäfts wie jedes Jahr an das örtliche Kinderkrankenhaus gespendet werden soll. Sogleich spendet Kevin etwas und bekommt zwei kleine Turteltauben aus Keramik geschenkt. Weder er noch Mr. Duncan bemerken, dass Harry und Marv sich im Geschäft versteckt haben. Die beiden können sich davonstehlen und stoßen überraschend auf einen ahnungslosen Kevin. Als dieser beim Studieren einer Straßenkarte vor dem Geschäft steht, bekommen die beiden Gauner die Gelegenheit, einen gestickten Namenszug auf Kevins Rucksack zu lesen. Harry und Marv wollen sich augenblicklich nachträglich an ihm rächen und beginnen, ihm nachzulaufen. Kevin läuft zurück ins Hotel, um dort Hilfe zu rufen. Dummerweise haben Kevins Eltern die Kreditkarte zwischenzeitlich sperren lassen, weshalb der misstrauische Concierge des Plazas annimmt, Kevin hätte die Karte gestohlen. Der Concierge alarmiert das Hotelpersonal, welches versucht, Kevin zu fangen. Bei der Flucht durch den Lieferanteneingang springt er den dort wartenden Gaunern genau in die Arme, kann sie jedoch nach kurzer Zeit dank der unbewussten Hilfe einer Passantin erneut abschütteln. Zuvor haben die beiden Kevin gesteckt, dass sie vorhaben, die Weihnachtsspenden aus Duncan’s Toy Chest zu stehlen.
Allein im Central Park, begegnet Kevin einer unheimlichen Frau, die ein sehr enges Verhältnis zu ihren Tauben hat. Zunächst erschreckt über ihre Erscheinung, freundet er sich mit ihr an und erkennt, dass sie – ähnlich wie der alte Marley im ersten Teil – ein freundlicher und liebenswürdiger Mensch ist. Lediglich aufgrund einer enttäuschten Liebe hatte sie sich vor einigen Jahren aus der Gesellschaft zurückgezogen. Sie ist es auch, die Kevin ermutigt, etwas ganz Besonderes für andere Menschen zu tun, da an Weihnachten eine gute Tat die schlechten Taten aufwiege. Als Kevin wenig später einem blinkenden Stern folgt, entdeckt er das Kinderkrankenhaus, für das die Spenden gedacht sind, die Marv und Harry stehlen wollen. Das Zuwinken eines etwa gleichaltrigen, verletzten Jungen am Fenster des Krankenhauses weckt in Kevin den Wunsch, diesen herzlosen Plan zu vereiteln. Er präpariert daher das leerstehende Haus seines verreisten Onkels Rob mit zahlreichen Fallen, lockt die Einbrecher, nachdem er sie beim Plündern der Kassen fotografiert hat, dorthin und verständigt die Polizei. Allerdings scheint der Plan zu scheitern, als er auf der Flucht vor den beiden an einer vereisten Stelle ausrutscht und in die Hände der Gauner fällt. Fest entschlossen, sich seiner endgültig zu entledigen, bringen sie ihn in den Park, wo sie auf die Taubenfrau treffen. Diese schüttet einen Eimer voll Taubenfutter auf die Einbrecher, die daraufhin von einem Taubenschwarm befallen und so außer Gefecht gesetzt werden. Das verschafft Kevin die nötige Zeit, um mit entzündeten Feuerwerksraketen die Polizei auf sich aufmerksam zu machen. Erneut werden Marv und Harry verhaftet, wobei der einfältige Marv den Polizisten stolz erklärt, sie seien nun die „klebrigen Banditen“.
Derweil ist Kevins Familie in New York angekommen und hat gezielt im Plaza-Hotel eingecheckt, um die Rezeptionisten zur Rede zu stellen und nach Kevin zu suchen. Seine Mutter eilt durch die nächtlichen Straßen New Yorks und fragt jeden Passanten, dem sie begegnet, nach Kevin. Als sie zwei Polizisten auf ihn ansetzen will und mit ihnen ins Gespräch kommt, hat sie plötzlich die entscheidende Idee, wo Kevin sein könnte. Schließlich findet sie ihn beim größten Weihnachtsbaum der Stadt vor dem Rockefeller Center. Beide entschuldigen sich beieinander und gehen zurück ins Hotel.
Am nächsten Morgen wachen die McCallisters vor einem Berg an Weihnachtsgeschenken in ihrer Hotelsuite auf, die Mr. Duncan als Dank für Kevins Vereiteln des Diebstahls liefern ließ. Bevor es ans Auspacken geht, ergreift Buzz das Wort, um sich wieder mit Kevin zu versöhnen. Kevin entdeckt kurz darauf zwei Turteltaubenfiguren am Weihnachtsbaum – ähnlich wie jene, die er von Mr. Duncan geschenkt bekommen hatte. Er schnappt sich seine zwei Turteltauben, verlässt heimlich das Hotelzimmer und macht sich auf in den Central Park, um der Taubenfrau als Zeichen ihrer Freundschaft eine davon zu schenken. Der Film endet damit, dass Kevins Vater vom Hotel eine Kreditkartenrechnung für den Zimmerservice in Höhe von 967,43 US-Dollar bekommt und begleichen muss. Kevin kann ihn bis in den Central Park brüllen hören.

## Produktion
Das Haus der fiktiven Familie McCallister gibt es wirklich, es befindet sich in der 671 Lincoln Avenue in Winnetka im Cook County, IL 60093 und gehörte ursprünglich der Familie Abendshien. Die Szenen, die in und um den Spielzeugladen Duncan’s Toyshop spielen, wurden in Chicago gedreht. Das Äußere von Duncan’s ist dem FAO Schwarz Toy Store in New York nachempfunden, die Szenen im Laden wurden im ehemaligen Uptown Theatre von Chicago produziert.

## Synchronisation
| Rolle                        | Schauspieler     | Deutscher Synchronsprecher |
| ---------------------------- | ---------------- | -------------------------- |
| Kevin McCallister            | Macaulay Culkin  | Florian Bauer              |
| Kate McCallister             | Catherine O’Hara | Christina Hoeltel          |
| Peter McCallister            | John Heard       | Elmar Wepper               |
| Harry Lyme                   | Joe Pesci        | Mogens von Gadow           |
| Marv Murchins                | Daniel Stern     | Michael Schwarzmaier       |
| Onkel Frank McCallister      | Gerry Bamman     | Horst Sachtleben           |
| Tante Leslie McCallister     | Terry Snell      | Marion Hartmann            |
| Buzz McCallister             | Devin Ratray     | Philipp Brammer            |
| Linnie McCallister           | Maureen Shay     | Sabine Bohlmann            |
| Megan McCallister            | Hillary Wolf     | Julia Haacke               |
| Fuller McCallister           | Kieran Culkin    | Raphael Martinez           |
| Taubenfrau                   | Brenda Fricker   | Anita Höfer                |
| Officer Bennett              | Rod Sell         | Ulf J. Söhmisch            |
| E.F. Duncan                  | Eddie Bracken    | Fred Maire                 |
| Hector, Hotelconcierge       | Tim Curry        | Pierre Franckh             |
| Mrs. Stone, Rezeptionistin   | Dana Ivey        | Eva-Maria Lahl             |
| Cedric                       | Rob Schneider    | Oliver Mink                |
| Donald Trump                 | Donald Trump     | Ulf-Jürgen Wagner          |
| Spieleshow-Moderator         | Bob Eubanks      | Leon Rainer                |
| Gangster Johnny im Fernsehen | Ralph Foody      | Thomas Rau                 |
| Officer Cliff                | Fred Krause      | Werner Abrolat             |
| Taxifahrer                   | Mario Todisco    | Thomas Rau                 |
| Prostituierte #2             | Fran McGee       | Manuela Renard             |
| Streifenpolizist im Auto     | Ron Canada       | Holger Schwiers            |

## Rezeption

### Kritiken
Der Filmkritiker Roger Ebert von der Chicago Sun-Times schrieb in der Zeitungsausgabe vom 20. November 1992, der Film würde vermutlich ein kommerzieller Erfolg werden. Er selbst jedoch würde den zweiten Teil mit dem „sadistischen kleinen Helden“ genauso wenig mögen wie den ersten. Die in vielen Szenen sichtbare, cartoonhafte Gewalt sei eben „nur in Zeichentrickfilmen“ witzig.
Die Schauspielerin Thelma Buabeng kritisierte öffentlich die deutsche Synchronfassung des Films, da sie das Wort „Neger“ im Familienfilm enthalte, welches im Original nicht zu finden sei. Der Streaminganbieter Netflix, der im selben Text zu anderen Praktiken kritisiert wurde, kündigte an, dass die Synchronisation bis Weihnachten 2021 geändert werden soll. Anfang 2021 wurde auf Disney+ die Tonspur ersetzt, in der lediglich die kurze Stelle originalgetreuer neusynchronisiert wurde.

„Das anfängliche Vergnügen an der Komödie wird von dem abschließenden Spießrutenlaufen mit seinen genüßlich ausgewalzten Gemeinheiten gründlich vergällt.“

### Einspielergebnis
Kevin allein in New York spielte weltweit in den Kinos rund 359 Millionen US-Dollar ein, davon rund 173,6 Millionen US-Dollar in den Kinos der USA.

### Auszeichnungen
Der Film erhielt im Jahr 1993 den People’s Choice Award und die Goldene Leinwand. John Williams gewann 1993 den BMI Film Music Award. Senta Moses wurde 1994 für den Young Artist Award nominiert.
Die Deutsche Film- und Medienbewertung FBW in Wiesbaden verlieh dem Film das Prädikat „wertvoll“.

## Running Gags und Trivia
- Ein Running Gag sowohl in Kevin – Allein in New York als auch im Vorgänger Kevin – Allein zu Haus ist die Statue vor dem Eingang des Hauses, die im ersten Teil wiederholt von stets demselben Wagen des Pizza-Lieferservices gerammt und umgestoßen wird. Dieselbe Statue wird auch im zweiten Teil von einem Wagen gerammt, diesmal von einem Shuttlebus-Service.[11]
- In beiden Filmteilen sehen sich die übrigen Familienmitglieder in ihrem jeweiligen Urlaubsdomizil Ist das Leben nicht schön? im Fernsehen an, der in Paris auf Französisch und im zweiten Teil in Miami auf Spanisch läuft.[11]
- In beiden Filmen freundet sich Kevin mit einem Menschen an, der durch eine persönliche Verletzung zum Außenseiter geworden ist und Kevin im entscheidenden Augenblick von den beiden Banditen befreit.
- Beide Teile enden damit, dass jemand Kevin anschreit, weil er etwas angestellt hat: Im ersten Teil ist es Bruder Buzz, weil sein Zimmer verwüstet wurde. Im zweiten Teil verursacht Kevin eine Zimmerservice-Rechnung von 967,43 US-Dollar, die sein Vater begleichen muss.[11]
- Die Schwarzweiß-Filme, die Kevin sich in beiden Teilen ansieht, heißen Angels with Filthy Souls, beziehungsweise, in der Fortsetzung, Angels with Even Filthier Souls. Das Filmmaterial wurde eigens zur Verwendung als Film im Film gedreht und soll eine Anspielung auf den Film Angels with Dirty Faces von 1938 sein.
- Der spätere US-Präsident Donald Trump und der Regisseur Chris Columbus haben Cameo-Auftritte: Donald Trump in der Szene, als Kevin ihn im Plaza-Hotel nach dem Weg zur Rezeption fragt. Chris Columbus erscheint als Kunde mit Kleinkind in Duncans Spielwarengeschäft. Trump erhielt den Cameo-Auftritt, weil er zu diesem Zeitpunkt der Besitzer des Plaza-Hotels war. Laut Columbus war das Mitwirken Trumps Bedingung für die Dreherlaubnis, zusätzlich zu einer bereits vorher vereinbarten Summe.[12][13]
- Werbepartner waren Tiger Electronics,[14][15] American Airlines, the Coca-Cola Company, Jack in the Box, Hardee's und Roy Rogers Restaurants.[16]